# Pamiers
Pamiers település Franciaországban, Ariège megyében. Lakosainak száma 16 512 fő (2022. január 1.). Pamiers Benagues, Bézac, Bonnac, Le Carlaret, Escosse, Madière, Montaut, Saint-Bauzeil, Saint-Jean-du-Falga, Saint-Victor-Rouzaud, La Tour-du-Crieu, Verniolle, Villeneuve-du-Paréage és Bézac községekkel határos.

## Népesség
A település népességének változása:
| Lakosok száma | 14 564 | 13 345 | 12 965 | 14 830 | 15 744 | 15 317 | 15 675 | 15 659 | 15 938 | 16 512 |
|               | 1968   | 1982   | 1990   | 2006   | 2013   | 2015   | 2017   | 2019   | 2020   | 2022   |